# سیارک ۶۵۰۴
سیارک ۶۵۰۴ (به انگلیسی: 6504 Lehmbruck، نامگذاری:4630P-L) شش هزار و پانصد و چهارمین سیارک کشف شده‌است که در ۲۴ سپتامبر ۱۹۶۰ کشف شد.
قدر مطلق سیارک برابر ۱۳٫۸۰ است.